# Station Storlien
Storlien is een spoorwegstation in de gelijknamige Zweedse plaats in de gemeente Åre.  
In 1881 werd de Middenrijksbaan voltooid tussen Sundsvall en Trondheim, de officiële opening door koning Oscar II vond plaats op station Storlien in 1882. Het houten stationsgebouw is gebouwd naar een ontwerp van SJ's hoofdarchitect, Adolf W. Edelsvärd. Het station heeft een zijperron bij het stationsgebouw aan de noordrand van het emplacement en een eilandperron. Aan de zuidkant van het emplacement liggen nog twee opstelsporen zonder perrons en een locomotiefloods met draaischijf.   
Het station ligt op 600 meter boven de zeespiegel en is daarmee de hoogst gelegen station van Zweden. Het is tevens de overgang tussen de Noorse Meråker-lijn en de Zweedse Mittbanan, al ligt de eigendomsgrens bij de landsgrens. De grens tussen Noorwegen en Zweden ligt 3,5 kilometer ten westen van het station. De afstand naar Trondheim bedraagt 106 km, die naar Sundsvall 358 km.  

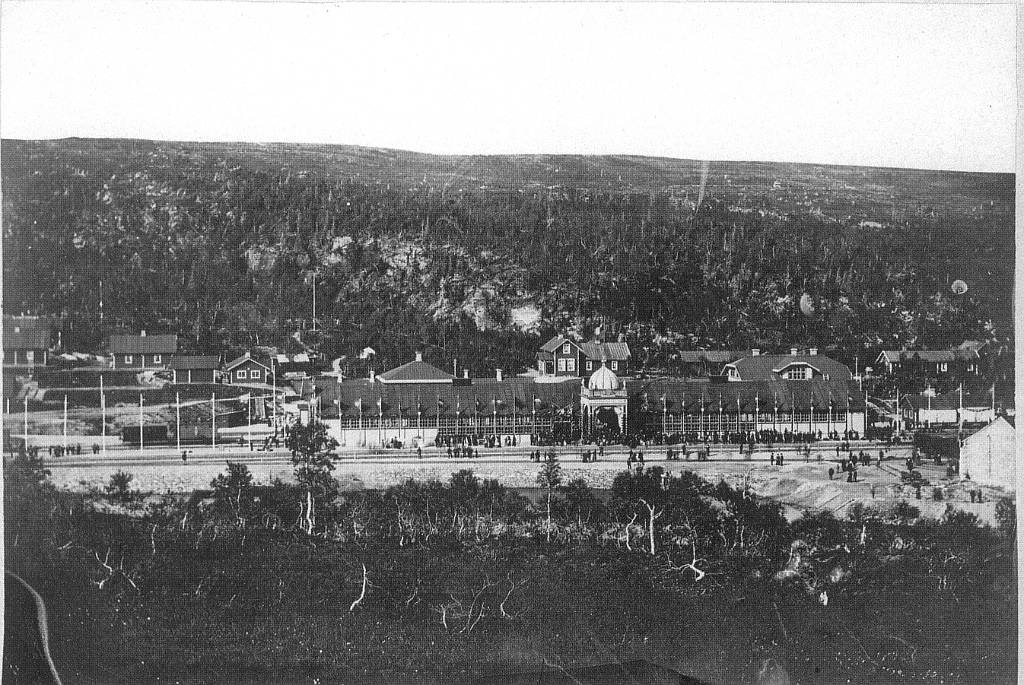
Het voor de opening opgesierde station in 1882
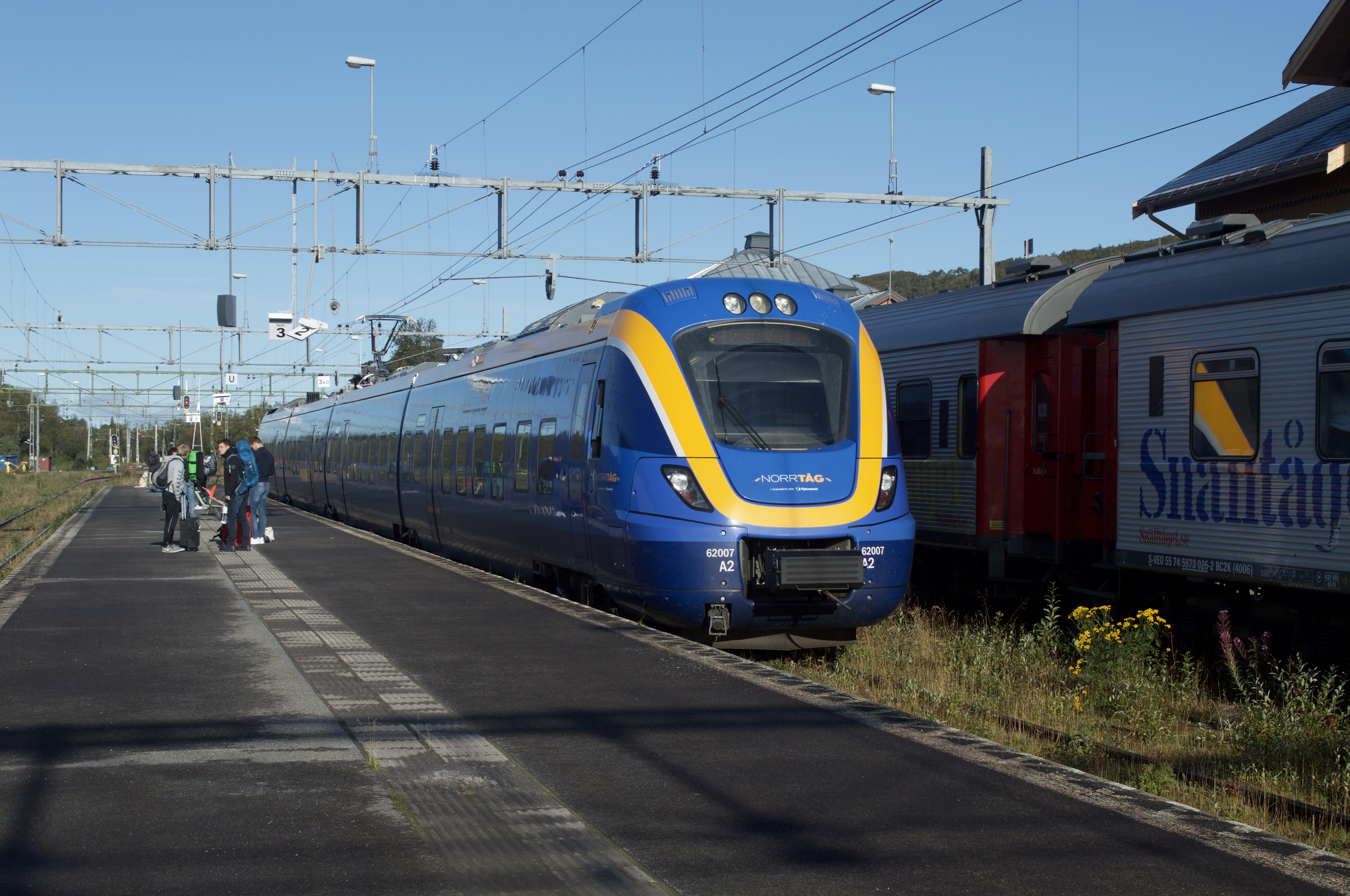
Treinstel X62 007 van Norrtåg langs het eilandperron.
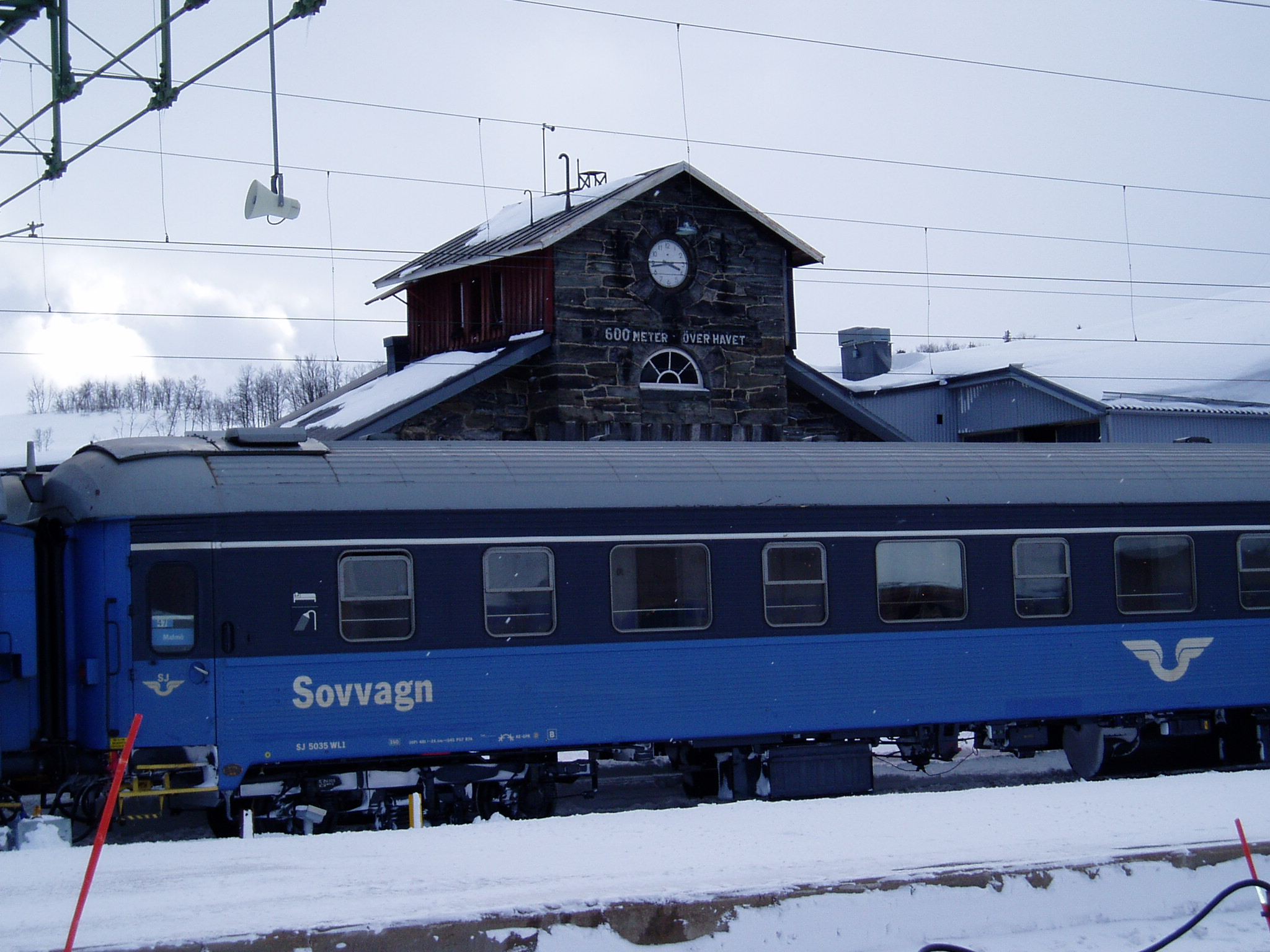
De nachttrein voor de locomotiefloods.